# Blue submarine no. 6
Blue Submarine No. 6 (青の6号?, Ao no Roku-go) è un manga di Satoru Ozawa, serializzato dalla Shogakukan sulla rivista Shonen Sunday nel 1967. La storia è ambientata in un futuristico scenario terrestre, dove il livello degli oceani è notevolmente aumentato.
Da esso lo studio Gonzo ha tratto un OAV, trasmesso tra il 1998 ed il 1999. In Italia è stato trasmesso sul canale MTV nell'ottobre del 2001 grazie al doppiaggio della Dynamic Italia, con successive repliche negli anni successivi.

## Trama
In un futuro non molto lontano, l'intero pianeta è stato sconvolto da immensi mutamenti climatici e da una guerra spaventosa. Gli oceani si sono sollevati e le città costiere sono state sommerse e distrutte da attacchi portati dalle creature dello scienziato Jung Zorndyke, ora considerato il nemico numero uno dell'umanità.
Fra le rovine di Tokyo vive un ex militare, Tetsu Hayami, disilluso e cinico. Viene inviata a richiamarlo in servizio la giovane ufficiale pilota Mayumi Kino. Hayami infatti è considerato importante dai vertici della flotta Blue come guida per raggiungere la base segreta di Zorndyke nell'Antartide e distruggerla.
Hayami inizialmente rifiuta di seguire Kino, ma in seguito a un attacco della Nave Fantasma, un'enorme corazzata tecno-organica (simile alla Bismarck nelle sue sovrastrutture), comandata dall'ibrido uomo-animale Berg, si unisce nuovamente alla flotta Blue. Durante l'attacco ha l'occasione di incontrare un pilota delle macchine da guerra di Zorndyke, una femmina ibrida alla quale salva la vita. È questo il primo contatto non violento fra esseri umani e creature di Zorndyke.
A bordo del Blue n. 6 Hayami scopre che il suo compagno Nonaka Katsuma, con il quale era riuscito a giungere vicinissimo alla base di Zorndyke, è ancora vivo. L'uomo era stato catturato durante la missione e Hayami l'aveva dato per morto, alimentando i propri sensi di colpa. Katsuma era stato invece recuperato vivo, ma biologicamente mutato e in via di progressiva trasformazione in un ibrido.
Raggiunta la base sottomarina della flotta Blue, il Blue Dome, gli equipaggi dei sottomarini apprendono i dettagli della missione finale contro Zorndyke: attaccare e distruggere la sua base prima che possa essere messo in atto il pole shift, il rovesciamento dei poli magnetici della Terra, circostanza che segnerebbe la fine delle creature viventi sulla superficie terrestre. Proprio durante il briefing di questa missione Zorndyke compare sugli schermi in un attacco jamming e dichiara le sue intenzioni ai militari e agli scienziati riuniti: cessare la guerra, rinunciare alla violenza e lasciare il mare alle nuove creature da lui generate in laboratorio. Proprio in quella, la Nave Fantasma assieme a una nutrita flotta di balene mutate dette muska riescono a scovare il Blue Dome e a distruggerlo.
Hayami resta separato dal resto della flotta e riesce a sfuggire alla morte solo grazie all'intervento della stessa femmina ibrida che aveva salvato. Accerchiati su un relitto da un branco di creature ostili, i due vengono a loro volta salvati da un muska, che si rivela senziente e in grado di comunicare con Hayami. I due iniziano così a porsi interrogativi sul perché di quella insensata guerra fra esseri viventi. Hayami si convince allora che il conflitto non è che una prova per l'umanità, un doloroso confronto dal quale uscire rinnovati nel segno di una nuova fratellanza con i figli di Zorndyke.
Con questa verità in tasca, Hayami si ricongiunge con n.6 e con i resti della flotta Blue, che nel frattempo ha recuperato un sottomarino Typhoon sovietico armato con testate atomiche e si appresta a nuclearizzare la base di Zorndyke. Hayami a quel punto è convinto di poter tentare un'ultima mediazione e parte in direzione del Polo Sud, mentre la flotta Blue predispone il lancio degli ICBM nucleari e affronta le forze di Berg in una battaglia all'ultimo sangue.
Hayami, assieme a Kino, accompagnati da Katsuma ormai completamente trasformato in un ibrido uomo-pesce, raggiungono il Polo Sud. Il territorio è irriconoscibile e trasformato in una plaga tropicale dove vivono in una specie di Arcadia i figli ibridi di Zorndyke. I due ufficiali incontrano quindi lo scienziato che spiega loro che l'umanità non ha altra via che accettare il cambiamento e vivere in pace con le nuove creature, lasciando loro come santuario l'Antartide. Se invece la decisione di nuclearizzare la base fosse stata irrevocabile, proprio con quel gesto gli umani avrebbero innescato i macchinari del pole shift, condannando così se stessi alla fine assieme ai figli di Zorndyke. Convinti quindi che l'unica strada è quella di rinunciare alla vendetta, i due ufficiali comunicano al n.6 di interrompere le operazioni di bombardamento e disinnescare le atomiche. Poco dopo il cadavere di Zorndyke viene portato via da un corteo funebre accompagnato dai suoi figli. In quella sopraggiunge Berg, sopravvissuto alla battaglia. Straziato dal dolore per la morte di Zorndyke, di cui reputa responsabile Hayami, aggredisce l'ufficiale, il quale tenta invano di spiegare che la convivenza fra umani e ibridi è l'ultimo desiderio di Zorndyke. Berg rifiuta di credere alle parole di Hayami e in preda all'ira e alla disperazione si strappa il microfono che aveva impiantato in gola, con il quale poteva trasformare i suoi grugniti bestiali in parole. Rinunciando così a comunicare con gli umani, si accascia in lacrime seguendo in mare il corteo funebre. Là trova a consolarlo la femmina che per prima aveva avuto un contatto pacifico con Hayami.
L'anime si conclude con la rivelazione che Zorndyke era stato realmente ucciso da Hayami, ma per espressa, e fredda, sua richiesta.

## Doppiaggio

Copertina dell'edizione home video Dynamic Italia dell'anime

Il doppiaggio italiano è stato effettuato da Dynamic Italia nel 2001.
| Personaggio       | Doppiatore originale | Doppiatore italiano |
| ----------------- | -------------------- | ------------------- |
| Tetsu Hayami      | Hozumi Gōda          | Massimo De Ambrosis |
| Mayumi Kino       | Yukana Nogami        | Ilaria Latini       |
| Tokuhiro Iga      | Kinryū Arimoto       | Francesco Pannofino |
| Cydra Deadsun     | Unshō Ishizuka       | Alessandro Rossi    |
| Yuri Hayakocski   | Hirotaka Suzuoki     | Vittorio De Angelis |
| Melin Hoan        | Ayaka Saitō          | Letizia Ciampa      |
| Yung Zorndyke     | Takeshi Wakamatsu    | Dario Penne         |
| Berg              | Shōtarō Morikubo     | Simone Mori         |
| Makio Yamada      | Tsutomu Taruki       | Roberto Gammino     |
| Freeda Velasco    | Yōko Sōmi            | Rossella Acerbo     |
| Nonaka Katsuma    | Toshihiko Seki       | Antonio Sanna       |
| Koichi Nakamura   | Kōsei Yagi           | Sandro Sardone      |
| Alessandro David  | Hōchū Ōtsuka         | David Chevalier     |
| Novo              | Shinji Ogawa         | Nino D'Agata        |
| Akahage           | /                    | Marco Mete          |
| Heihachi Marunami | /                    | Giorgio Lopez       |
| Narushio          | /                    | Simone Mori         |
| Toko Gusk         | /                    | Tiziana Avarista    |
| Hyoken Yu         | /                    | Fabrizio Manfredi   |
| Gilford           | /                    | Cristina Boraschi   |

## Episodi
La serie OAV è composta da 4 episodi:
| Nº | Titolo italiano | In onda          | In onda |
| Nº | Titolo italiano | Giapponese       |         |
| 1  | Blues           | 25 ottobre 1998  |         |
| 2  | Pilots          | 25 febbraio 1999 |         |
| 3  | Hearts          | 25 agosto 1999   |         |
| 4  | Minasoko        | 25 marzo 2000    |         |

## Musiche
Le musiche della serie sono a cura di "The Thrill".
La sigla iniziale invece, "Mina soko ni Nemure", è cantata da "The Thrill" assieme a "Yukarie".

## Videogiochi
Dalla serie ne sono stati tratti due videogiochi, prodotti nel 2000, e realizzati dalla Bandai Visual e da SEGA.
1. 青の6号 アンタクティカ (Blue submarine no. 6 Antakutika?)
2. 青の6号 歳月不待人 TIME AND TIDE (Blue submarine no. 6 Saigetsu fumachibito?)